# Megachile zombae
Megachile zombae är en biart som beskrevs av Schulten 1977. Megachile zombae ingår i släktet tapetserarbin, och familjen buksamlarbin. Inga underarter finns listade i Catalogue of Life.